# Georg Simeth
Georg Simeth (25. října 1885 Heuhof – 23. dubna 1958 Niederhatzkofen b. Rottenburg, Německo
) byl německý římskokatolický kněz, sídelní kanovník litoměřické kapituly v letech 1935–1946.

## Život
Pocházel z německy mluvící rodiny ze severočeských Sudet. Na kněze byl vysvěcen 12. července 1908 v Litoměřicích.
V oboru teologie dosáhl doktorátu. V letech 1918–1935 byl farářem v Libčevsi. Dne 1. května 1935 byl litoměřickým biskupem Antonínem Weberem jmenován sídelním kanovníkem katedrály sv. Štěpána s kanonikátem hilleánským. Po skončení II. světové války v souvislosti s poválečným vývojem byl v květnu 1946, spolu s ostatními členy kapituly německé národnosti, zařazen do odsunu. Zemřel v Německu v roce 1958. Za svou duchovní činnost byl papežem jmenován monsignorem.